# Zapp Vibe
Zapp Vibe (também conhecido como Zapp V) é o quinto álbum de estúdio da banda norte-americana de funk, Zapp, lançado em 9 de setembro de 1989 pela Reprise Records. Zapp Vibe se tornaria o último álbum a incluir o líder da banda, Roger Troutman e seu irmão Larry Troutman antes da morte de ambos em 1999.

## Faixas
| N.º | Título                  | Duração |  |
| 1.  | "Ooh Baby Baby"         | 3:38    |  |
| 2.  | "I Play the Talk Box"   | 4:23    |  |
| 3.  | "Stop That"             | 3:59    |  |
| 4.  | "Fire"                  | 3:38    |  |
| 5.  | "Been This Way Before"  | 3:58    |  |
| 6.  | "Back to Bass-iks"      | 4:51    |  |
| 7.  | "Jesse Jackson"         | 4:56    |  |
| 8.  | "Ain't the Thing to Do" | 3:45    |  |
| 9.  | "Sad-Day Moaning"       | 3:49    |  |
| 10. | "Rock Star"             | 4:01    |  |
| 11. | "Jake E Stanstill"      | 3:37    |  |